# Mederike (Adelsgeschlecht)

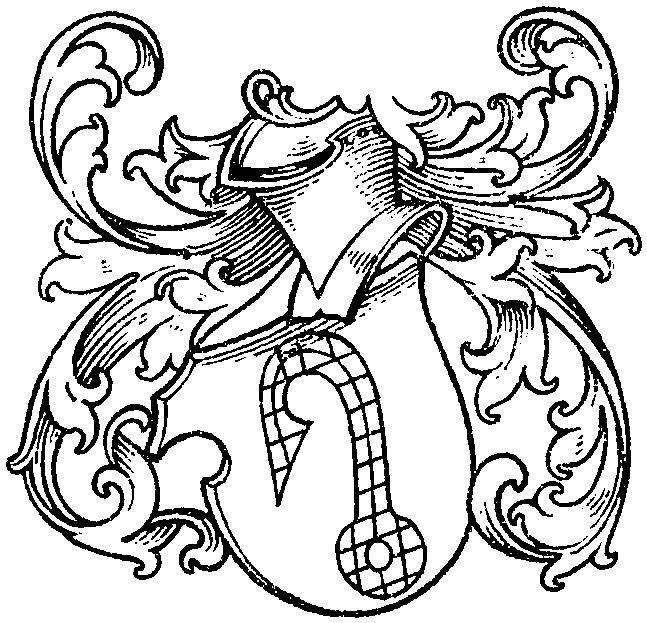
Wappen derer von Mederike im Wappenbuch des Westfälischen Adels

Mederike (auch: Medrike, Meyderike o. ä.) ist der Name eines erloschenen hessischen Adelsgeschlechts.

## Geschichte
Das Geschlecht stammt von einem namensgebenden Stammsitz in der Warburger Gegend, der Burg Mederike. Sie lag im heute wüst gefallenen Dorf Mederich in der Gemarkung Volkmarsen, etwa 3 km westlich der Kernstadt Volkmarsen im nordhessischen Landkreis Waldeck-Frankenberg.
Die Burg wurde spätestens im 13. Jahrhundert von den Herren von Mederike erbaut. Diese erscheinen urkundlich ab 1209 (Heinricus de Mederike). Sie besaßen in dem Ort das Gografenamt. 1318 nahmen zwei Brüder von Mederike eine Erbteilung vor, und im Juli 1324 erkaufte sich Erzbischof Heinrich von Köln die Öffnung der bislang in keinem Lehnsverband befindlichen Burg. Herbord von Mederich übertrug 1386 seine Rechte an der Burg Mederike an Erzbischof Friedrich III. von Köln.
Nachdem die Mederiker Stammlinie spätestens 1405 im Mannesstamm ausgestorben war, wurden ihre von den Grafen von Everstein gehaltenen Lehen von Graf Hermann VIII. 1405 an den Ritter Rabe von Coglenberg vergeben.
Laut Max von Spießen blühte die Familie Mederike noch 1422. Ein Knappe Heinrich von Mederike tritt noch 1427 als Zeuge in einer Urkunde auf.

## Wappen
Blasonierung: Im Schild ein geschachteter Angelhaken. Helmzier und Tingierung sind nicht überliefert.